# Metastrangalis denticulata
Metastrangalis denticulata är en skalbaggsart som först beskrevs av Koichi Tamanuki 1939.  Metastrangalis denticulata ingår i släktet Metastrangalis och familjen långhorningar.
Artens utbredningsområde är Taiwan. Inga underarter finns listade i Catalogue of Life.